# Provincia de Mamoré
La provincia de Mamoré es una provincia de Bolivia, ubicada en el departamento del Beni, con capital en la localidad de San Joaquín. Se encuentra ubicada al noreste del departamento y recibe este nombre del río Mamoré que marca sus límites al oeste con la provincia de Yacuma. Tiene una superficie de 18 706 km², siendo una de las más grandes a nivel nacional, cuenta con una población de 12 817 habitantes (INE 2012). y una densidad de 0,69 hab/km² siendo una de las más bajas a nivel nacional.
La provincia tiene como capital la ciudad de San Joaquín.

## Demografía
De acuerdo con el censo boliviano de 2024, la población de la provincia de Mamoré es de 13 387 habitantes.
La población de la provincia ha aumentado aproximadamente un tercio en las últimas tres décadas:
| Año  | Habitantes | Fuente |
| ---- | ---------- | ------ |
| 1992 | 10.055     | Censo  |
| 2001 | 12.397     | Censo  |
| 2012 | 12.817     | Censo  |
| 2024 | 13.387     | Censo  |

## División administrativa
La provincia de Mamoré está dividida en tres municipios, los cuales son:
1. San Joaquín: capital
2. San Ramón: municipio más poblado
3. Puerto Siles